# TEMSA
 (mars 2020).
Si vous disposez d'ouvrages ou d'articles de référence ou si vous connaissez des sites web de qualité traitant du thème abordé ici, merci de compléter l'article en donnant les références utiles à sa vérifiabilité et en les liant à la section « Notes et références ».
TEMSA est un constructeur turc de véhicules de transport urbain, autocar et autobus appartenant au conglomérat Sabanci, et fondé en 1968 dans la ville d'Adana en Turquie. 
TEMSA fait partie intégrante du groupe TEMSA Global qui se divise en 3 entités : 
- Temsa (fabrication d'autocars et d'autobus)
- Komatsu (fabrication d'engins de terrassement)
- Mitsubishi (fabrication de camions légers et véhicules)

## Histoire
La société TEMSA (Termomekanik Sanayi ve Ticaret A.Ş.) a été créée en 1968 comme filiale de Sabanci Holding. Elle a commencé son activité comme concessionnaire automobiles et importateur de modèles de la marque Mitsubishi et de machines de construction. 
En 1984, un accord de coopération avec transfert de licences est signé avec le groupe japonais Mitsubishi Motors, TEMSA se lance dans la construction d'autocars et autobus destinés au seul marché national. Le Luxurious Maraton a été le premier modèle introduit sur le marché national, avant le modèle Prenses et le bus de taille moyenne Prestij en 1992. 
Le constructeur élargit sa gamme et fabrique ses propres modèles, réalisés avec des composants mécaniques de différents constructeurs comme Mitsubishi Fuso, MAN, DAF, Cummins ou Caterpillar qui respectent les normes d'émission européennes Euro 4 puis Euro 5. Le modèle Europe Prestij est mis en circulation en 1997, le Safir en 1999. 
À partir de l'an 2000, Temsa développe une gamme destinée aux marchés de la Communauté européenne en utilisant une base MAN (moteurs et essieux) et des transmissions ZF. En 2001, le Safari', premier autobus conçu et fabriqué intégralement par Temsa, est présenté, suivi en 2001 par l'Euro Safari ainsi que le Samba. En 2004, lOpalin et le Diamond sont introduits sur le marché, le Safari HD et le Tourmalin arrivent en 2005.
Durant cette période, l'entreprise confie à Dietrich Carebus Group (DCG), basé en Alsace, la distribution de ses modèles pour développer ses ventes en France.
En 2007, TEMSA présente une gamme aux normes Euro 5 et, en 2008, se voit décerner le prix "Bus Builder of the Year” lors du Busworld Europe. Le passage à la norme Euro 6 est opérationnel en 2013. A cette occasion, les gammes Safari et Tourmalin (Box) disparaissent. En 2016, Temsa présente son premier autobus électrique l’Avenue EV.
Le 1er juillet 2019, DCG - Dietrich Carebus Group, distributeur en France de certains modèles d'autocars et d'autobus turcs Temsa, chinois Yutong et sa propre marque de minibus Maestro, créé en 1920, est mis en redressement judiciaire, à quelques mois de son centenaire. Le 29 octobre 2019, le Tribunal de Grande Instance de Strasbourg décide de sa reprise par le constructeur turc Temsa, dont DCG était jusqu'alors le distributeur exclusif en France. Temsa reprend trois des cinq entités de DCG : le siège à Ingwiller et Dietrich Carebus Lease, filiale spécialisée dans les solutions de financement ainsi qu'un site à Mitry-Mory en Seine-et-Marne. Temsa ne conserve que 52 des 121 emplois des trois établissements
En Turquie, Temsa connait de grosses difficultés et ses actionnaires cherchent un partenaire. Fin mai 2019, le conglomérat Sabanci remporte deux des quatre appels d'offres régionaux turcs pour la production d'énergie renouvelable par éoliennes géré par le ministère turc de l'énergie, et décide alors de se recentrer sur ce secteur technologique et stratégique prometteur. Il cède la totalité de ses actions détenues dans Temsa (49 %) tout comme la famille Sabanci pour les 51 % restant, au fonds d’investissement suisse « True Value Capital Partners » pour un montant de 825 millions de livres turques (soit 123 millions d'euros au jour de la signature) mais très rapidement revu à la baisse après la forte dépréciation de la £ivre turque, à 375 millions de livres (56 millions d'euros), montant tenant compte de l'énorme dette du constructeur et de l'absence de liquidités. Le constructeur a rencontré d'importantes difficultés financières qui ont soulevé de vives inquiétudes des banques et de l'État turc au point qu'une enquête officielle sur cette vente a été diligentée. À partir du 11 décembre 2019, les comptes de la société ont été bloqués et plus aucun véhicule n'est sorti de l'usine Temsa à Adana en Turquie. Les raisons officiellement invoquées par les anciens propriétaires de Temsa sont « les délais liés au transfert du nouvel actionnariat ». En fait, la société confirme que « Les banques ont immédiatement réagi en réclamant le remboursement des prêts » ce qui pouvait conduire la société à la faillite immédiate. L'État turc s'est mis à la recherche d'une solution pour sauver une entreprise qui produit 10.000 cars, bus et camions légers par an, est présent dans 70 pays dont la France, son principal marché d'exportation.
Le 5 janvier 2020, le journal turc Dünya annonce que TEMSA pourrait être racheté par son ancien propriétaire, le conglomérat Sabanci. Une décision prise en haut lieu, le journal citant la Présidence turque et le Ministre du Budget et des Finances, Berat Albayrak.
Le 26 février 2020, des rumeurs persistantes font état que Sabanci Holding et PPF, l'actionnaire principal de Skoda Transportation, envisagent de racheter Temsa dont la production, arrêtée depuis le 11 décembre 2019, vient à peine de reprendre après plus de 2 mois d'interruption forcée. Pour sauver l'entreprise, l'État turc a préféré approcher Sabanci afin de relancer l'affaire ce qui l'a conduit à s'allier au géant tchèque du ferroviaire et trolleybus, Škoda Transportation, qui affiche une santé d'acier, engrangeant de multiples commandes de métros, tramways et trolleybus. Skoda pourrait aussi impliquer Iveco avec qui il a conclu plusieurs accords de partenariat. 
Selon le communiqué de presse du 25 mai 2020 publié sur le site haberturk.com, il est précisé que Skoda Transportation, filiale de PPF Beer Topholdco B.V., elle-même filiale de PPF Group et ExSA, filiale de Sabancı Holding, rachètent 100 % de la société Temsa Transportation Vehicles Industry & Trade Inc. dans le cadre d'un partenariat à 50-50 %, pour un montant de 210 millions de £ivres turques à True Value Capital Partners.

## Gammes

### Production stoppée
- Temsa Mitsubishi Maraton
- Temsa Mitsubishi Prenses
- Temsa Samba (LB26)
- Temsa Prestij/Prestij Delux
- Temsa Safari HD/RD-RD DD/STD/IC/SD
- Temsa Opalin/Opalin VIP Édition
- Temsa Diamond
- Temsa Tourmalin STD/IC/DD
- Temsa Metropol STD/IC/DD

### Marché Occidental
- Temsa MD9
  - C (Coach)
  - IC (Inter City)
  - LE (Low Entry)
- Temsa Safir
- Temsa HD C12
- Temsa Avenue
  - LF (Low Floor)
  - CNG
- Temsa Prestij SD

### Marché Européen
- Temsa MD9 (Euro 6)
  - C
  - IC
  - LE
- Temsa LD (Euro 6)
  - C
  - IC
  - SB (School Bus)
- Temsa Avenue LF
- Temsa Safir

### Marché Américain
- Temsa TS 30
- Temsa TS 35
- Temsa TS 45